# حويرة إهليلجية
حويرة إهليلجية (الاسم العلمي:Tephrosia elliptica) هي نوع من النباتات يتبع جنس الحويرة من الفصيلة البقولية.